# Jean Claude Ricquebourg
Jean claude Ricquebourg (París, 31 de maig de 1966) és un actor de cinema i sèries de televisió francès.

## Biografia
Nascut el 31 de maig de 1966 a la ciutat francesa de París, començà la seva carrera professional l'any 2007 a Barcelona.
Després de diverses aparicions en anuncis de televisió de cadenes estatals i continentals (Mitsubishi, Burger King, TDT, Antena 3, etc.), actuà en nombrosos curtmetratges dels quals un d'ells, Una ventana al futuro es proclamà guanyador del primer premi nacional Cinemavip-Sony Espanya.
A continuació, treballà en més de 30 curtmetratges i exercí diversos papers a la pantalla gran, com a Embrión, presentat al Festival de Cinema de Sitges de 2008.
L'any 2010 marcà el principi del reconeixement al seu treball, el retorn al festival de Sitges amb Apollo 11, un pas en fals?, i el rodatge del llargmetratge Catalunya über alles! de Ramon Térmens, amb Joel Joan.
Al febrer de 2011 actuà a la pel·lícula Red Lights del director Rodrigo Cortés, protagonitzat per Robert De Niro, i a la mini-sèrie de televisió Tornarem per a la cadena TV3.
L'any 2015 actuà a la sèrie Águila roja amb Carmen Maura i Miryam Gallego, i al costat de Jean Reno a la pel·lícula de The Promise. L'any 2017 se'l veié interpretant el paper d'un capità francès a la sèrie Queens: The Virgin and the Martyr.

## Obres

### Televisió
- 2018: Vivir sin permiso, TV5. Marcel.
- 2017: Queens: The Virgin and the Martyr, de José Luis Moreno, RTVE. El capità francès.
- 2015: Águila roja, de Miguel Alcantud. Globomedia, RTVE, Representant de la justícia francesa.
- 2011: Tornarem, de Felip Solé. Mini sèrie TV3 - Cap de les brigades especials de la policia francesa.

### Cinema

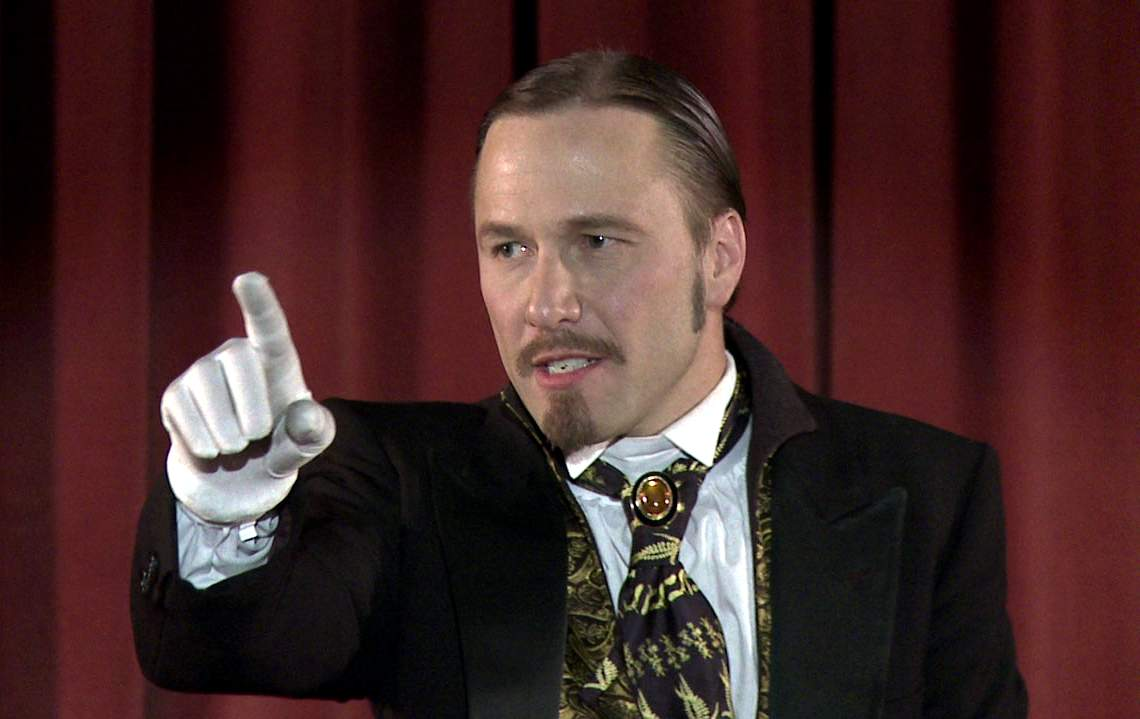
Ricquebourg a Una ventana al futuro (2008).

- 2016: La llum d'Elna, de Sílvia Quer - El gendarme.
- 2015: The Promise, de Terry George - French Captain.
- 2011: Red Lights, de Rodrigo Cortés - Assistent de Simon Silver, (Robert De Niro.).
- 2010: Catalunya über alles!, de Ramon Térmens - Mafiós kosovar, Artan Musaraj.
- 2009: Panzer chocolate: (tràiler) Nazi del búnker.
- 2008: Embrión, de Gonzalo López - José.
- 2007: Hombre cero, de Carles Schenner - El dibuixant[1]
- 2015: El circo del francès, de Rubén Jiménez Sanz - Jean Marc[2]
- 2010: Confesión de un gourmet, de Carlos Sebatián - Alexander.[3]
- 2010: Apollo 11, un pas en fals?, de Daniel Serra - Stanley Kubrick.
- 2010: Death & Co, de Daniel Piera Pallàs - Death.
- 2009: La belleza de la señora patata, de Fernando Polanco Muñoz. El doctor.
- 2008: Una ventana al futuro, Antany Films:El presentador.
- 2007: Novilunio, 35mm. de Roberto Chinet: El doctor.

## Premis i nominacions
- Una ventana al futuro: Guanyador del primer premi Cinemavip-Sony Espanya 2008.
- Novilunio: Guanyador premi oient de Radio 3 del Cinemad 2009.